# Belinda (księżyc)
Belinda (Uran XIV) – jeden z wewnętrznych księżyców Urana. Został odkryty 13 stycznia 1986 roku na zdjęciach przesłanych przez sondę Voyager 2. Nie wiadomo o nim praktycznie nic, oprócz parametrów orbity i rozmiaru.
Nazwa pochodzi od imienia bohaterki sztuki Pukiel włosów ucięty Alexandra Pope’a.
Istnieje również paronimiczna planetoida o nazwie (654) Zelinda.